# 鄭智允 (韓國演員)
鄭智允（韓語：정지윤，1984年11月22日—），韓國女演員、模特兒。

## 演出作品

### 電視劇
- 2012年：TV朝鮮《池雲秀大統》飾演 鄭記者
- 2013年：JTBC《荊棘花》飾演 千秀芝
- 2014年：MBC《Triangle》飾演 姜賢美
- 2014年：SBS《沒關係，是愛情啊》飾演 惠真
- 2014年：KBS《Drama Special－最後的拼圖》飾演 敏珠
- 2015年：NAVER tvcast《以安醫生（英语：Dr. Ian）》飾演 張在熙
- 2018年：SBS《Return》飾演 雜貨店主人（特別演出）
- 2019年：JTBC《花婆堂：朝鮮婚姻介紹所》飾演 都晙的母親（特別演出）
- 2020年：Channel A《Touch》飾演 羅惠珍
- 2021年：tvN《黑道律師文森佐》飾演 楊小姐
- 2021年：MBC《黑色太陽》 飾演 金汝珍

### 電影
- 2012年：《共謀者》飾演 彩熙
- 2013年：《王牌巨猩》飾演 電視購物主持人（特別演出）
- 2014年：《好朋友們》飾演 美蘭
- 2014年：《技術者們》饰演 技术者秘书（友情出演）
- 2015年：《Miss Wife》饰演 药师（特别出演）

## 外部連結
- 鄭智允的Instagram帳戶
- 鄭智允在NAVER上的资料